# Emlichheim
Emlichheim (Nedersaksisch/Platduits: Emmelka(u)mp, Nederlands, verouderd: Emmelkamp) is een dorp en gemeente in de Duitse deelstaat Nedersaksen, in de landkreis Grafschaft Bentheim. De plaats telde 7.355 inwoners in 2013. Het is de hoofdplaats van de gelijknamige Samtgemeinde.

## Ligging
Emlichheim ligt in het westen van Nedersaksen tegen de Nederlandse grens aan, vlak bij Coevorden. Door Emlichheim stroomt de Vecht. Emlichheim maakt een sterke groei door, voornamelijk veroorzaakt door een toestroom van Nederlandse staatsburgers. In het gebied wonen relatief veel Nederlanders: in 2004 had 11,5% van de bevolking de Nederlandse nationaliteit. Ook doen veel Nederlanders uit de grensstreek er hun boodschappen. De Altreformierte Kirche van Emlichheim is de grootste gemeente van het kerkverband en telt 1.577 leden. Het kerkgebouw uit 1983 heeft 1.100 zitplaatsen.
Ten noorden van Emlichheim, tegen de Nederlandse grens bij Schoonebeek, wordt een olieveld geëxploiteerd door Wintershall GmbH. Kenmerkend voor dit gebied zijn de jaknikkers.

## Geschiedenis
Emlichheim bestaat al minstens sinds de tijd van Karel de Grote. In een oorkonde uit het jaar 1312 wordt de plaats aangeduid als Emminchem.

## Naam en taal

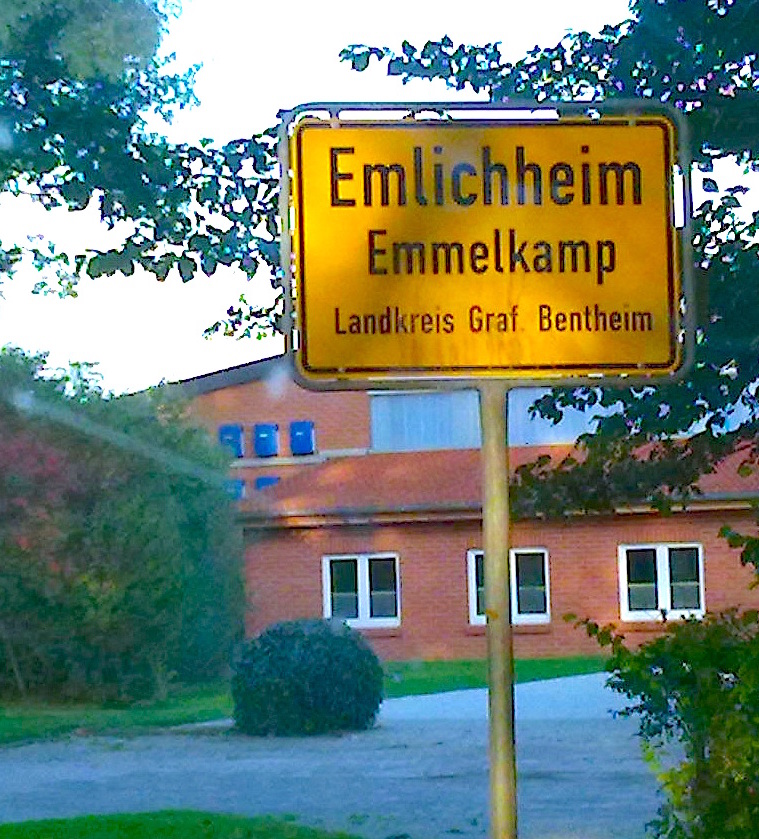
Tweetalig plaatsnaambord

In het Nedersaksisch is de naam "Emmelkamp" gebruikelijk. De Hoogduitse naam "Emlichheim" is afgeleid van de oorspronkelijke Nedersaksische vormen Emminchem of Emmenheim. Sinds de tijd van Dertigjarige Oorlog (1618–1648) wordt het Hoogduits in het graafschap Bentheim gebruikt voor officiële oorkonden. Van officiële zijde werd zo de voordien gebruikte Nedersaksische vorm veranderd in het Hoogduitse "Emlichheim".
Vanwege de nauwe culturele en economische relaties met de Republiek der Zeven Verenigde Nederlanden was in de streek het Nederlands vanaf de 16e eeuw de taal van de hoge klasse. De omgangstaal en de taal van het gewone volk was de lokale variant van het Nedersaksisch, dat kenmerken deelt met het Sallands. Tot 1853 werd in de scholen van het graafschap Bentheim het Nederlands als eerste taal gebruikt en onderwezen. In de kerk werd het Nederlands tot eind 19e eeuw algemeen gebruikt. Enkele kerken bleven het Nederlands gebruiken. Er worden in de streek nog diensten in het Nederlands en in het Nedersaksisch gehouden.

## Verkeer en vervoer
Emlichheim is via de B403 verbonden met Coevorden en Nordhorn. De plaats is door de L44 en de N853 verbonden met Schoonebeek en Emmen. Door Emlichheim loopt de goederenspoorlijn Bad Bentheim - Coevorden van de Bentheimer Eisenbahn. De spoorlijn bedient de Euroterminal in Coevorden. In Emlichheim is een spooraansluiting naar de aardappelmeelfabrieken van de Emsland Group. Bentheimer Eisenbahn is ook de exploitant van de busdiensten.
Hoewel Emlichheim vlak bij Nederland ligt, is er vanwege gebrek aan belangstelling sinds 1972 geen openbaar vervoer naar Coevorden en Emmen. Er rijden enkel binnenlandse lijnbussen naar Nordhorn en Bad Bentheim. Lijn 10 wordt in de zomermaanden als "Fietsenbus" verlengd met een speciale aanhanger voor fietsen en gaat ieder uur. Rondom de Fietsenbus is een heel stelsel van fietsroutes voorzien, met uitgebreide voorzieningen zoals schuilhutten.

## Bestuur
Emlichheim is een zelfstandige gemeente. Daarnaast heeft Emlichheim een volwaardig gekozen bestuur met de buurgemeenten Hoogstede, Laar en Ringe.

## Bezienswaardigheden
Aan de straat Am Kirchplatz bevindt zich een Westfaalse hallenkerk uit 1150 die is opgebouwd uit blokken Bentheimer zandsteen. Het is sinds de Reformatie een protestantse kerk.

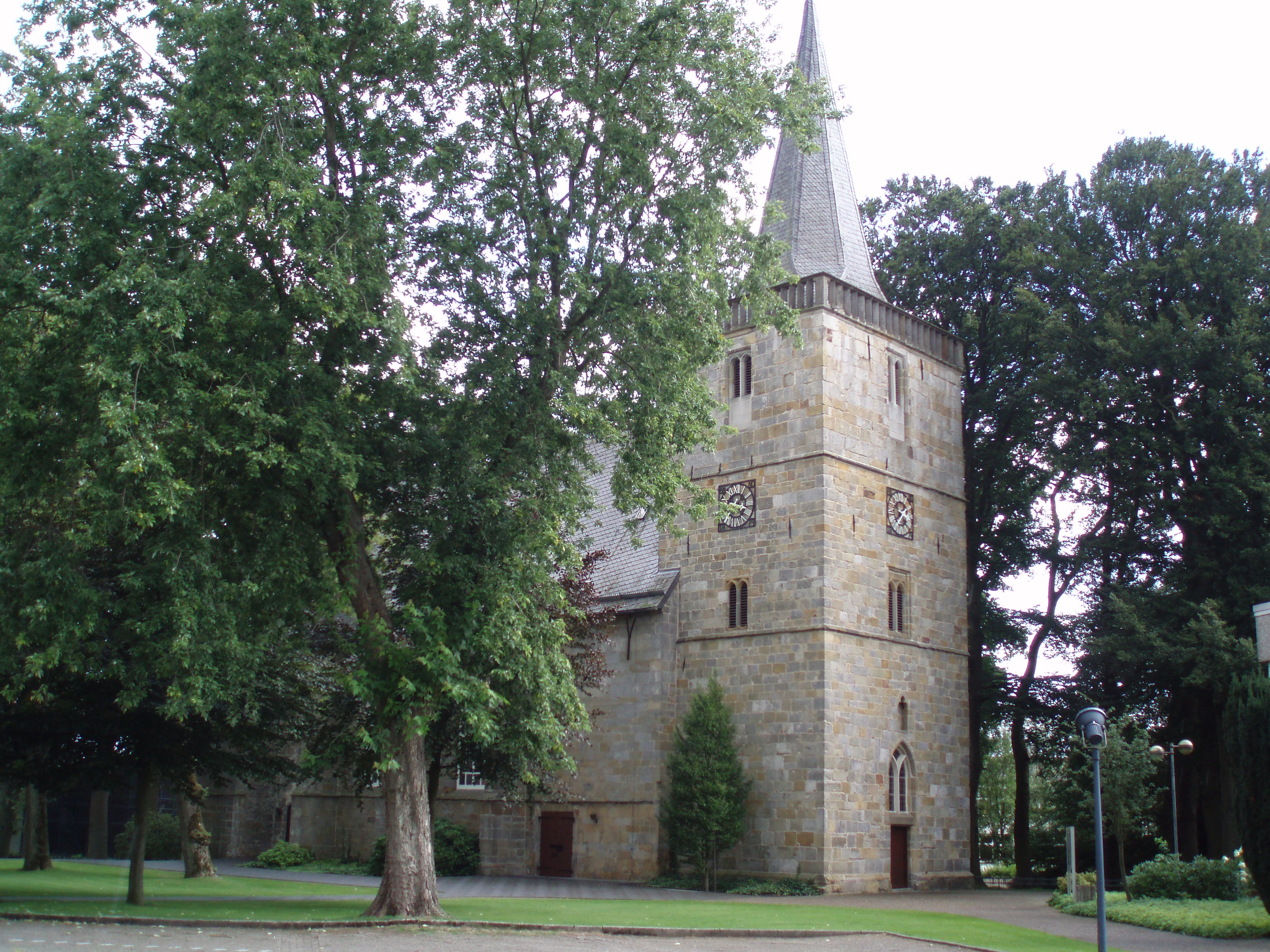
Reformierte Kirche
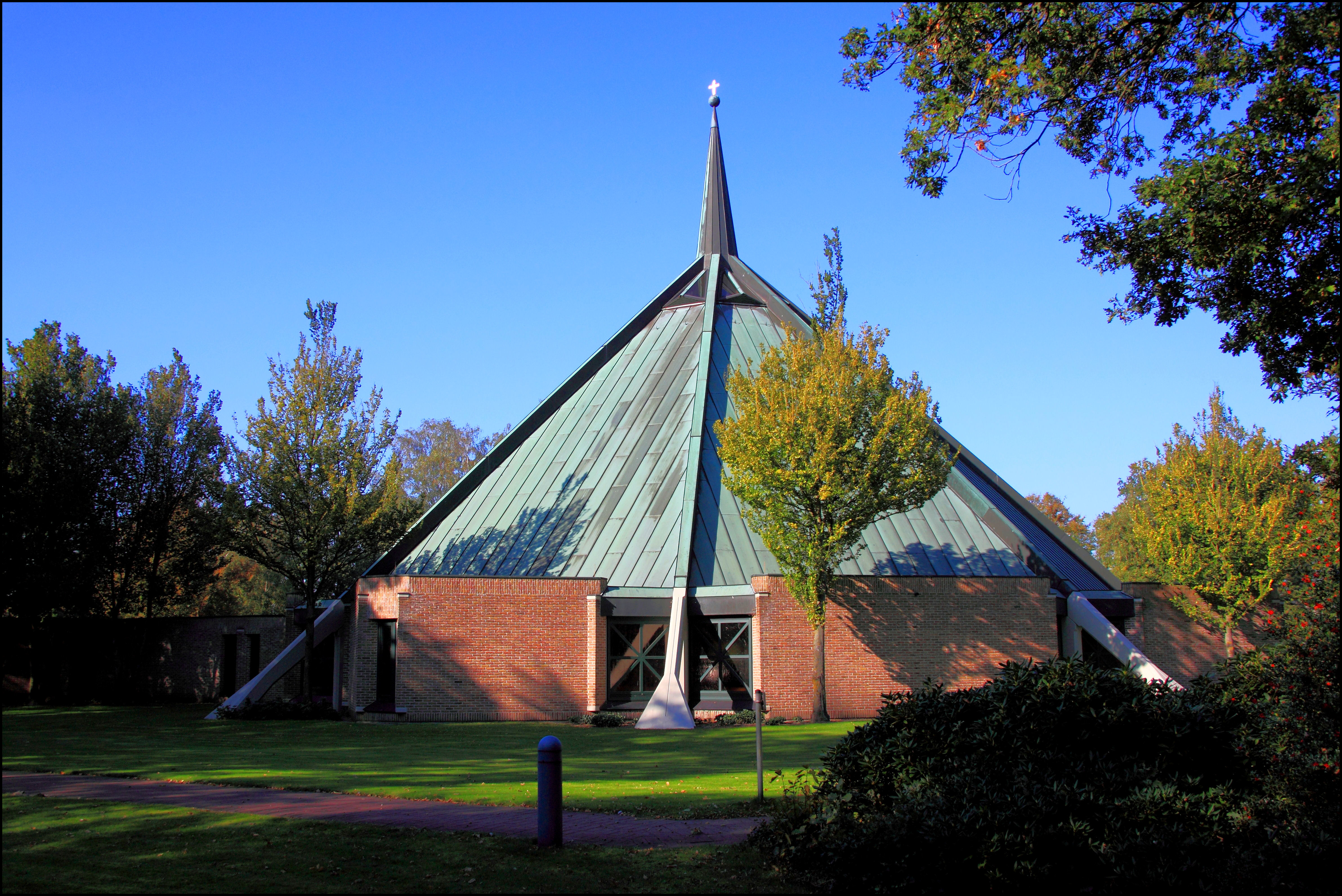
Altreformierte Kirche
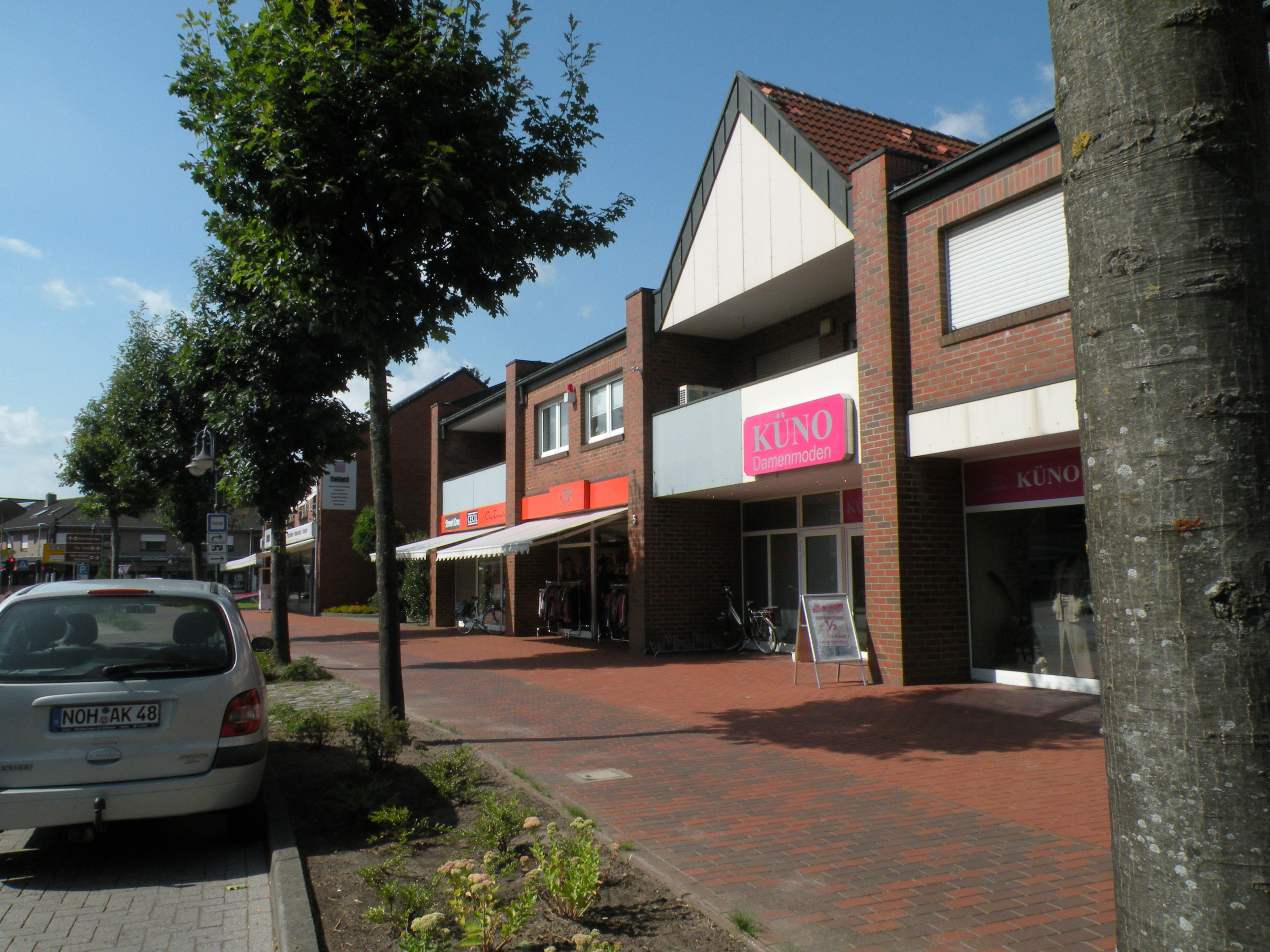
Winkelstraat
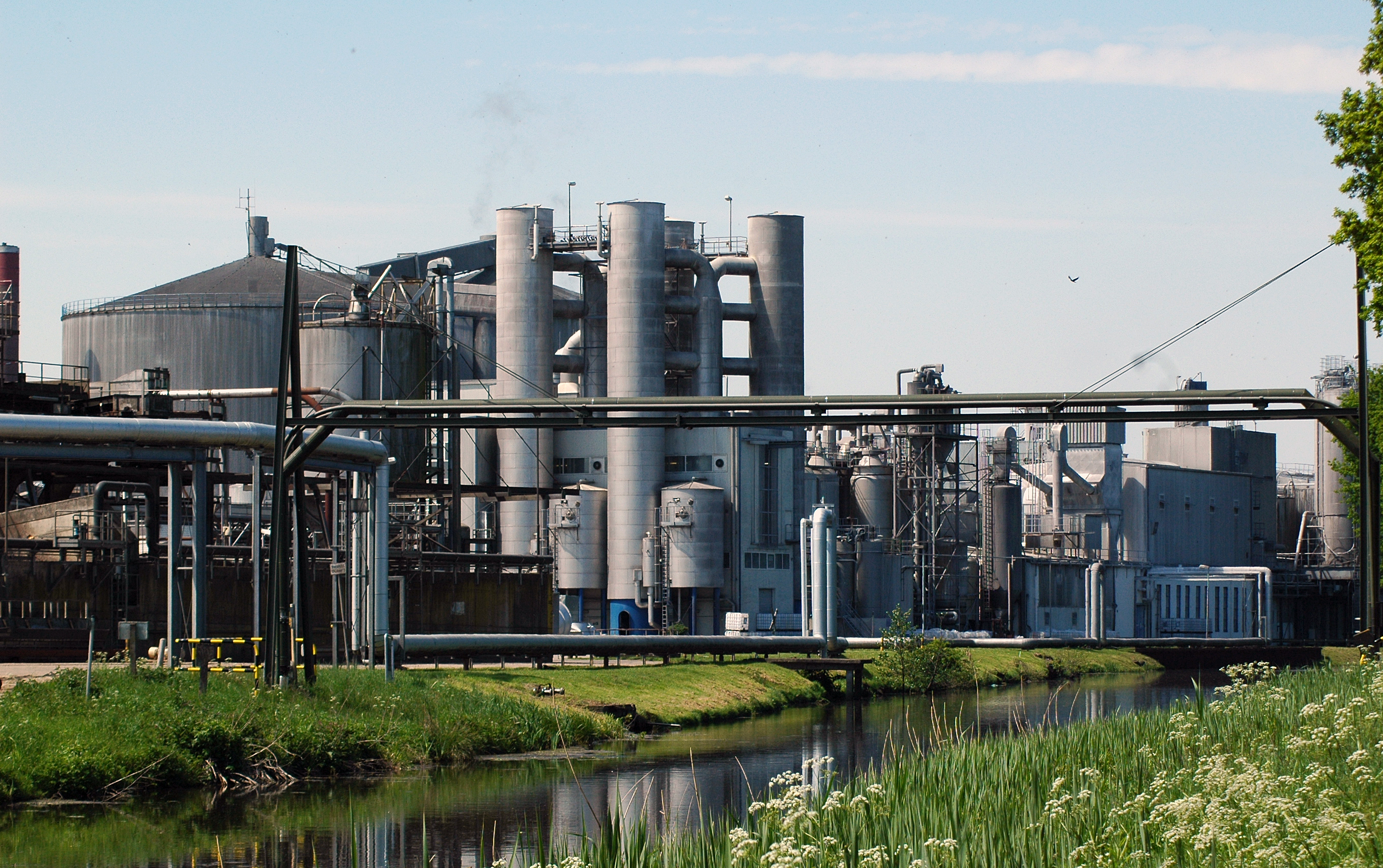
Aardappelmeelfabriek Emsland-Stärke
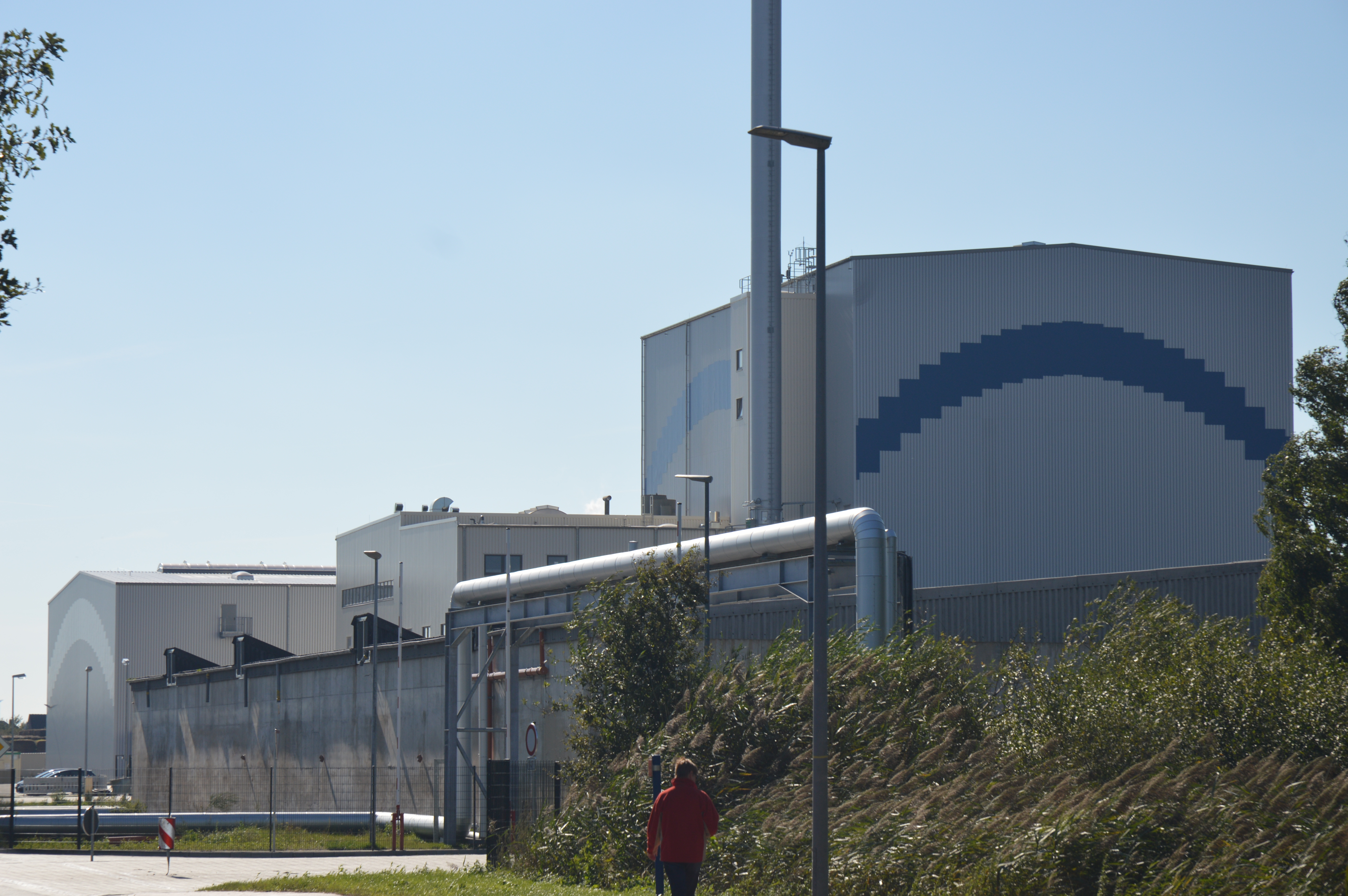
Bio-energiecentrale Emsland

## Partnerstad
- Genemuiden (Overijssel)

- Gemeinsame Normdatei: 4091744-7
- MusicBrainz: ffc71155-62ee-4a97-a1d9-a81fea6c49a4
- Virtual International Authority File: 240819942

Bad Bentheim · 
Emlichheim · 
Engden · 
Esche · 
Georgsdorf · 
Getelo · 
Gölenkamp · 
Halle · 
Hoogstede · 
Isterberg · 
Itterbeck · 
Laar · 
Lage · 
Neuenhaus · 
Nordhorn · 
Ohne · 
Osterwald · 
Quendorf · 
Ringe · 
Samern · 
Schüttorf · 
Uelsen · 
Wielen · 
Wietmarschen · 
Wilsum